# Електрохімічний та електрометалургійний завод у Ліве-е-Гаве
Електрохімічний та електрометалургійний завод у Ліве-е-Гаве — колишній виробничий майданчик на південному сході Франції.
Виробничий майданчик у Ліве-е-Гаве належав до численних заводів, які зводили у Франції наприкінці XIX — на початку XX століть для використання гідроенергетичних ресурсів Альп. У 1902-му інженер Шарль Альбер Келлер (Charles Albert Keller) зацікавився занедбаним виробничим майданчиком у долині річки Romanche. Спершу він узяв його в оренду, а в 1906-му разом зі ще одним підприємцем створив компанію Société des Etablissements Keller et Leleux, що дало змогу викупити завод у Ліве-е-Гаве та реалізувати проєкт його розширення.
Первісно завод здійснював продукування карбіду кальцію (продукт плавки вапна з коксом або вугіллям), який в ті роки мав особливе значення для індустрії освітлення як джерело ацетилену. Втім, доволі швидко асортимент розширили за рахунок електрометалургійного напряму, що продукував феросплави (кремнію, марганцю, хрому) та спеціальні чавуни — синтетичний чавун (продукт плавки сталевих матеріалів з додаванням вуглецевмістних матеріалів та феросиліцію) та дзеркальний чавун (шпігель, сплав заліза з вуглецем, що містить велику частку марганцю). Запатентований Келлером процес виробництва синтетичного чавуна став у великій нагоді під час Першої світової війни, коли цей продукт був потрібен у великих обсягах для виробництва корпусів снаряді.
Що стосується забезпечення заводу електроенергією, то первісно це здійснювали споруджені в 1898 та 1905 роках ГЕС Ліве І та Ліве ІІ (разом мали потужність близько 7,5 МВт), до яких у 1918-му додалась ГЕС Vernes, а в 1925-му ГЕС Bâton. Хоча за сучасними мірками всі вони були невеликими, проте покривали не лише потреби Etablissements Keller et Leleux, але й дозволили цій компанії стати головним акціонером у Société Générale de Forces Motrices et d'Eclairage de la ville de Grenoble, що забезпечувало електроенергією місто Гренобль. Крім того, Keller et Leleux увійшла до складу учасників товариства, яке в 1935-му ввело в дію велику греблю Шамбон, що дозволило стабілізувати стік Romanche та істотно збільшити виробітку електроенергії на існуючих станціях (а також забезпечити роботу нової ГЕС St-Guillerme). Саме можливість продавати електроенергію дозволила Etablissements Keller et Leleux вистояти в часи світової економічної кризи 1929—1933 років, коли ціни на карбід кальцію та феросплави були дуже низькими.
У 1946-му уряд націоналізував гідроелектроенергетику. Хоча при цьому колишнім власникам з числа промислових споживачів гарантувались поставки за собівартістю, проте їх розмір був обмежений попереднім середнім споживанням, а тому ускладнював реалізацію проєктів розширення. Крім того, з плином часу розвиток електричного освітлення нівелював значення карбіду, а ринок феросплавів був вельми конкурентним. У таких умовах Keller et Leleux відкрили в 1958-му новий завод феросплавів у Лодеен-л'Ардуаз поблизу Авіньйона, що мав значно кращу логістику.
У 1962-му компанія Keller et Leleux увійшла до складу La Société d’électrochimie, d'électrométallurgie et des aciéries électriques d'Ugine, яка в 1966-му об'єдналась з іншим потужним гравцем електрометалургійного ринку Kuhlmann Establishments у концерн Ugine-Kuhlmann. У межах оптимізації виробничих активів у 1967-му закрили майданчик в Ліве-е-Гаве, що, зокрема, не мав вільних площ для розширення.
Також можливо відзначити, що в 2020 році ввели в дію ГЕС Гаве, яка замінили шість малих електростанцій, серед яких Ліве І, Ліве ІІ та Vernes.